# Carpelimus nothus
Carpelimus nothus – gatunek chrząszcza z rodziny kusakowatych i podrodziny kozubków.

## Taksonomia
Gatunek ten opisany został po raz pierwszy w 2019 roku przez Michaiła Gildienkowa na łamach „Russian Entomological Journal”. Jako lokalizację typową wskazano Mount Hamiguitan Range Wildlife Sanctuary w prowincji Davao Oriental na filipińskiej wyspie Mindanao. Należy do grupy gatunków silvestris wraz z C. formosae, C. haraldi, C. kathmanduensis, C. postremus, C. pseudosilvestris, C. silvestris i C. snookus.

## Morfologia
Chrząszcz o wydłużonym ciele długości 1,6 mm, ubarwionym brązowo z żółtobrązowymi czułkami i odnóżami, porośniętym jasnymi, krótkimi włoskami. Szersza niż dłuższa głowa ma małe i lekko sklepione oczy, dobrze rozwinięte, zaokrąglone skronie i wyraźną szyję. Czułki buduje 11 członów, z których trzy ostatnie formują luźną buławkę. Delikatnie i gęsto punktowane przedplecze ma prostokątny wcisk pośrodku połączony z podkowiastym wciskiem u podstawy. Powierzchnia tarczki ma płytkie, okrągłe wciski. Pokrywy są pokryte drobnymi i gęsto rozmieszczonymi punktami. Odwłok jest delikatnie szagrynowany.

## Rozprzestrzenienie
Owad orientalny, endemiczny dla filipińskiej wyspy Mindanao, znany z kilku stanowisk w prowincji Davao Oriental. Spotykany na rzędnych od 300 do 500 m n.p.m.